# Trichomasthus farfani
Trichomasthus farfani är en stekelart som beskrevs av Trjapitzin och Ruiz Cancino 2001. Trichomasthus farfani ingår i släktet Trichomasthus och familjen sköldlussteklar. Inga underarter finns listade i Catalogue of Life.